# Darja Pawluczenko
Darja Maksimowna Pawluczenko, ros. Дарья Максимовна Павлюченко (ur. 31 grudnia 2002 w Moskwie) – rosyjska łyżwiarka figurowa, startująca w parach sportowych z Dienisem Chodykinem. Brązowa medalistka mistrzostw Europy (2020), mistrzyni świata juniorów (2018), medalistka zawodów z cyklu Grand Prix oraz mistrzyni Rosji juniorów (2018).

## Osiągnięcia
Z Dienisem Chodykinem
| Zawody                                | 16–17          | 17–18          | 18–19          | 19–20          | 20–21          | 21–22          |                |                |                |                |                |                |                |                |                |                |                |
| Międzynarodowe                        | Międzynarodowe | Międzynarodowe | Międzynarodowe | Międzynarodowe | Międzynarodowe | Międzynarodowe | Międzynarodowe | Międzynarodowe | Międzynarodowe | Międzynarodowe | Międzynarodowe | Międzynarodowe | Międzynarodowe | Międzynarodowe | Międzynarodowe | Międzynarodowe | Międzynarodowe |
| ------------------------------------- | -------------- | -------------- | -------------- | -------------- | -------------- | -------------- | -------------- | -------------- | -------------- | -------------- | -------------- | -------------- | -------------- | -------------- | -------------- | -------------- | -------------- |
| Mistrzostwa świata                    |                |                |                | C              |                |                |                |                |                |                |                |                |                |                |                |                |                |
| Mistrzostwa Europy                    |                |                | 5              | 3              |                |                |                |                |                |                |                |                |                |                |                |                |                |
| GP Finał Grand Prix                   |                |                | 6              | 6              |                | C              |                |                |                |                |                |                |                |                |                |                |                |
| GP Internationaux de France           |                |                |                | 2              |                |                |                |                |                |                |                |                |                |                |                |                |                |
| GP Rostelecom Cup                     |                |                | 3              |                | WD             | 2              |                |                |                |                |                |                |                |                |                |                |                |
| GP Skate America                      |                |                |                | 2              |                |                |                |                |                |                |                |                |                |                |                |                |                |
| GP Skate Canada International         |                |                |                |                |                | 2              |                |                |                |                |                |                |                |                |                |                |                |
| GP Grand Prix Helsinki                |                |                | 3              |                |                |                |                |                |                |                |                |                |                |                |                |                |                |
| CS Finlandia Trophy                   |                |                | 5              |                |                |                |                |                |                |                |                |                |                |                |                |                |                |
| Minsk-Arena Ice Star                  |                |                | 3              |                |                |                |                |                |                |                |                |                |                |                |                |                |                |
| Międzynarodowe: Kategorie młodzieżowe |                |                |                |                |                |                |                |                |                |                |                |                |                |                |                |                |                |
| Mistrzostwa świata juniorów           |                | 1              |                |                |                |                |                |                |                |                |                |                |                |                |                |                |                |
| JGP Finał                             |                | 3              |                |                |                |                |                |                |                |                |                |                |                |                |                |                |                |
| JGP na Białorusi                      |                | 1              |                |                |                |                |                |                |                |                |                |                |                |                |                |                |                |
| JGP w Polsce                          |                | 2              |                |                |                |                |                |                |                |                |                |                |                |                |                |                |                |
| Krajowe                               |                |                |                |                |                |                |                |                |                |                |                |                |                |                |                |                |                |
| Mistrzostwa Rosji                     |                | 6              | 4              | 3              | 3              | 4              |                |                |                |                |                |                |                |                |                |                |                |
| Mistrzostwa Rosji juniorów            | 5              | 1              |                |                |                |                |                |                |                |                |                |                |                |                |                |                |                |

## Programy
Z Dienisem Chodykinem
| Sezon   | Program krótki (SP)                                                                               | Program dowolny (FS)                                                                                                |
| ------- | ------------------------------------------------------------------------------------------------- | --- |
| 2020–21 | - Sing, Sing, Sing (With a Swing) – Benny Goodman, oryg. Louis Prima choreografia: Bietina Popowa | - S.O.S. d'un terrien en détresse – Grégory Lemarchal choreografia: Siergiej Roslakow, K.Stepanova                  |
| 2019–20 | - The Storm – Balázs Havasi choreografia: Tatjana Tarasowa                                        | - Tron: Dziedzictwo medley – Daft Punk - The Grid - Adagio for Tron - Recognizer choreografia: Daniił Glejchiengauz |
| 2018–19 | - When Winter Comes – André Rieu                                                                  | - Wielki Gatsby medley                                                                                              |
| 2017–18 | - Atlas chmur medley                                                                              | - Chicago medley |